# Stabilimento siderurgico di Piombino
Lo Stabilimento siderurgico di Piombino è un complesso industriale specializzato nella produzione di acciaio. È situato a Piombino in prossimità del mare, lambendo 9 km di costa; con i suoi 12000000 m² è il secondo centro siderurgico italiano dopo quello di Taranto.
Attualmente è di proprietà della JSW Steel Italy, azienda controllata dalla multinazionale indiana Jindal South West.

## Storia

### La Magona d'Italia e la ferriera Perseveranza
Nel 1865 a Piombino nasce la Magona d'Italia su iniziativa di Alfred Novello, imprenditore di origini inglesi, a cui si associano immediatamente Jacopo Bozza, milanese, già affittuario dello stabilimento napoletano di Pietrarsa, Auguste Ponsard, ingegnere proveniente dalla siderurgia pubblica ex granducale, e Alessandro Gigli. La fabbrica fu dotata di un altoforno a carbone di legna e di un convertitore Bessemer, il primo ad essere impiantato in Italia, per produrre acciaio partendo dalla ghisa liquida. L'impresa entrò subito in crisi ed i soci si divisero. La Magona cessò nel 1866 la produzione mentre Jacopo Bozza fondò la ferriera Perseveranza. Qui vi lavorano settanta operai, in gran parte detenuti del penitenziario cittadino.
La scelta di Piombino come sito di ubicazione di tali stabilimenti è determinata da alcune caratteristiche geografiche, come la presenza di un porto naturale che facilita enormemente le manovre di carico-scarico dei prodotti e il trasporto delle materie prime, nonché la vicinanza dell'Isola d'Elba, grande bacino minerario da sfruttare.
Dal 1866 alla fine del 1870 si verificano notevoli difficoltà economiche che provocano arresti della produzione e fermate più o meno lunghe. Queste crisi sono superate nel 1871 e l'Amministrazione comunale approva il progetto per la costruzione di una strada che colleghi la città (ancora tutta entro le mura) con Portovecchio, dove è situato lo stabilimento. A quel punto la ferriera ha un lavoro stabile e continuo ed è parte integrante dell'economia cittadina. Lo stabilimento è in continuo sviluppo e nel 1872 la società di Bozza si trasforma in anonima con l'appoggio della banca Italo-Germanica e di vari banchieri. L'anno successivo sono impegnati nelle operazioni di produzione cento operai civili e ad altrettanti detenuti.

### Credito Mobiliare Italiano
Nel 1875 Bozza abbandona Piombino e la ferriera Perseveranza per trasferirsi a Tarquinia, dove apre una nuova ferriera. La Perseveranza passa sotto la proprietà del Credito Mobiliare, il quale ne cambia il nome in “Stabilimento Metallurgico”, sotto la direzione tecnica dell'ingegner Dainelli, che vi impianta un forno Martin-Siemens che utilizza ghisa e rottame, primo caso italiano.
L'ingegner Dainelli ottiene dal Comune anche l'autorizzazione ad usare il ponte caricatore di Portovecchio per lo scarico delle materie prime che arrivano dal mare (1878). In questo periodo gli addetti civili operanti nello stabilimento sono 110 (tra cui quattro con un'età compresa tra gli undici e i quindici anni e due sopra i sessanta) e circa altrettanti detenuti. Le paghe orarie dei ragazzi sono irrisorie (0,75 Lire) o addirittura nulle. La giornata lavorativa è di dieci ore.
Nel periodo che va dal 1882 al 1889 l'ammodernamento e lo sviluppo procedono senza soste; viene concessa l'autorizzazione per la costruzione del collegamento ferroviario fra Piombino e la stazione di Campiglia Marittima e si costruiscono le abitazioni per i lavoratori dello stabilimento fuori dai confini cittadini, cioè fuori delle mura. Il numero degli operai sale a 340, di cui 180 carcerati; gli abitanti di Piombino, che appena venti anni prima erano 3.300, ora raddoppiano quasi in numero, raggiungendo le 7.000 unità.
In questi anni di fine secolo maturano delle situazioni molto importanti in ambito nazionale: infatti il governo prende la decisione di collegare con ferrovia gran parte delle città e dei paesi del giovane Regno, al fine di migliorarne le comunicazioni. Questo porta un duplice beneficio all'industria. In primo luogo una maggiore e più efficiente comunicazione ferroviaria che velocizza gli scambi commerciali; in seconda battuta un aumento della produzione dell'acciaio finalizzato alla costruzione stessa dei nuovi binari.
Inoltre lo Stato, rendendosi conto che la maggior parte della ghisa necessaria all'industria nazionale è d'importazione, decide di attuare una forma di mercantilismo/protezionismo. Sono istituite così particolari agevolazioni di finanziamento per i gruppi siderurgici nazionali.

### La nascita della Altiforni e Fonderie di Piombino
Nel 1892 la Magona d'Italia riavvia le proprie produzioni siderurgiche concentrandosi sulla produzione di bande stagnate; nel 1897 viene costituita dalla famiglia fiorentina Benini, proprietaria della fonderia del Pignone, la anonima "Altiforni e fonderia di Piombino" dotata di un altoforno a carbone di legna e di un'officina meccanica per la produzione di tubazioni; infine nel 1899 viene costituita la anonima "Elba" che impianta a Portoferraio un altoforno a carbon fossile in cui si produrrà la prima colata italiana di ghisa al coke. La ex ferriera Perseveranza, ora Stabilimento Metallurgico, inizia una fase di lento declino che la porterà alla definitiva chiusura poco prima della guerra del 1915-1918. Il comprensorio Piombino-Elba diventa uno dei principali distretti siderurgici italiani.
La "Altiforni di Piombino" passa nel 1902 sotto il controllo della famiglia Bondi che nel 1905 ristruttura l'impianto sulla base della nuova idea di ciclo integrale, in cui cioè dal minerale si passa al prodotto finito (barre, billette, travi, rotaie). È il primo esempio italiano di acciaieria impostata con questa modalità, di lì a poco introdotta anche dalla società Ilva nel proprio stabilimento di Bagnoli. La Altiforni di Piombino si avvia così a diventare uno dei principali produttori d'acciaio d'Italia.
In questi anni a cavallo tra il diciannovesimo e ventesimo secolo Piombino è in continuo fermento: nonostante le aree malsane dislocate tutt'intorno alla città, l'immigrazione proveniente da tutta la Toscana aumenta incessantemente.
Nel 1908 lo stabilimento di Piombino produce le prime rotaie ferroviarie e diventa di fondamentale importanza per lo sviluppo delle strade ferrate in Italia.
Un paio d'anni dopo però iniziano le prime controversie tra lavoratori ed azienda, motivate dalle condizioni di lavoro, dagli orari e dai salari giornalieri, che culminano con grandi scioperi. All'epoca una paga quotidiana oscillava dalle 3 alle 6 Lire, in funzione della professionalità, mentre il pane costava 0,4 Lire/Kg, la carne 2 Lire/Kg, un paio di scarpe 14 Lire e un vestito da 25 a 40 Lire.

### Prima guerra mondiale
Con lo scoppio della prima guerra mondiale la richiesta dei prodotti siderurgici diventa spasmodica e a Piombino la produzione di ghisa arriva a sfiorare le 500 tonnellate al giorno. La Altiforni di Piombino, che dal 1911 fa parte del consorzio Ilva, creato per ristrutturare gran parte della siderurgia italiana gravata da pesanti debiti, attraverso una serie di scalate borsistiche avviate da Massimo Bondi ed alimentate dal grande flusso di denaro anticipato dallo Stato italiano durante la guerra entra in possesso di tutti gli impianti del consorzio Ilva, trasformandosi in “Ilva – Acciaierie d'Italia”.
Finita la guerra, la crisi si affaccia inesorabilmente anche in Toscana e i suoi effetti si fanno sentire nell'acciaieria. L'attività si riduce ad un livello minimo, per poi arrivare ad essere sospesa nella seconda metà del 1921 quando il crack finanziario della famiglia Bondi lascia tutti gli impianti Ilva, tra cui quello di Piombino, nelle mani delle banche. Dopo sei mesi, passato il periodo buio, le attività lavorative riprendono progressivamente e la produzione aumenta fino a raggiungere e superare i livelli del periodo pre-crisi.
Successivamente, sotto lo slancio di una rinnovata spinta commerciale, lo stabilimento continua il suo sviluppo, costruendo nuovi impianti per lo stampaggio a freddo e a caldo delle traverse metalliche e fabbricando i primi edifici adibiti a spogliatoi. Il numero dei dipendenti è ora attestato sulle 2500/2600 unità, mentre la città di Piombino, di pari passo all'attività industriale, conta circa 30000 residenti.

### IRI
Gli anni del primo dopoguerra sono segnati dal controllo della Banca Commerciale Italiana che mette a capo dell'Ilva il senatore Arturo Bocciardo. Gli investimenti scarseggiano mentre le acciaierie a ciclo integrale non sono prese in considerazione nelle politiche industriali dell'epoca.
Nel 1936, in seguito alla crisi mondiale e a quella bancaria, lo stabilimento passa sotto il controllo dell'IRI (Istituto per la Ricostruzione Industriale), un ente pubblico italiano istituito dall'allora presidente del consiglio Benito Mussolini con il fine di gestire tutte le industrie controllate fino ad allora dalle grandi banche italiane. L'anno seguente, per gestire gli stabilimenti siderurgici acquisiti dall'Iri fu creata la Finsider. Sotto la nuova gestione e sotto l'indirizzo di importanti tecnici come Agostino Rocca ed Oscar Sinigaglia riprende l'interesse verso gli impianti a ciclo integrale e quello di Piombino attira importanti finanziamenti tesi a ristrutturarlo e ad ampliarne la capacità produttiva.

### Seconda guerra mondiale
Il 10 settembre 1943 però, a causa del secondo conflitto mondiale, l'attività di rinnovamento viene bloccata e il controllo dello stabilimento passa alle autorità militari tedesche. Nel 1944, la sera del 10 gennaio tre aerei dell'United States Army Air Force sganciarono 24 bombe da 225kg sugli impianti siderurgici. Rimase così solo la vecchia centrale elettrica che costituirà poi la base per la ricostruzione.
Nell'ottobre del '44 inizia l'opera di sgombero delle macerie ed una successiva analisi generale evidenzia che purtroppo il 77% degli impianti è distrutto. Ciononostante, nel giro di dieci anni, tutti gli impianti vengono ricostruiti ed indirizzati verso la produzione di profilati pesanti, oltre che di rotaie ferroviarie. Con questa nuova ristrutturazione, lo stabilimento occupa una superficie di circa 900.000 m² di cui 11.200 coperti; la rete ferroviaria per le movimentazioni interne è di circa 45 km, mentre le strade interne hanno uno sviluppo di circa 10 km; la produzione si avvicina al milione di tonnellate l'anno e il personale in forza allo stabilimento risulta intorno alle 2500 unità (c.a. 2200 operai, 100 intermedi, 200 impiegati e 10 dirigenti).

### Gli anni cinquanta e i sindacati
Negli anni cinquanta, in concomitanza con la ricostruzione e lo sviluppo ulteriore dello stabilimento, si verifica una sensibile crescita delle forze sindacali anche per una più incisiva organizzazione del sindacato a livello nazionale.
Nella Piombino siderurgica si manifestano grandi agitazioni sindacali di vigore mai più superato; gli operai della cittadina saranno poi considerati la punta avanzata del proletariato nazionale.
Le lotte sindacali sono però per gran parte politicizzate e spesso prendono spunto dalla politica estera del governo, invisa alle sinistre massimaliste, per cui è la lotta di classe che ha il sopravvento sulle controversie sindacali.

### Italsider
Nel 1961 si verifica la fusione fra la classe dirigenziale dell'Ilva e quella dello stabilimento di Cornigliano; l'operazione è realizzata con l'incorporazione di Acciaierie di Cornigliano nell'Ilva, che assume la denominazione sociale di Italsider Altiforni e Acciaierie riunite Ilva e Cornigliano SpA. La capacità produttiva arriva a 6,5 milioni di tonnellate all'anno per la ghisa e a 7,2 milioni per l'acciaio.
Il nuovo gruppo fabbrica il 55% della produzione nazionale di acciaio, l'80% di ghisa e il 56% di laminati.
L'Italsider è il mezzo scelto dal governo per la realizzazione dei programmi di sviluppo della siderurgia nazionale. Si decide di puntare sui grandi centri siderurgici a ciclo integrale, in contrapposizione alla tecnologia del forno elettrico dei vecchi stabilimenti privati del nord Italia e delle emergenti miniacciaierie, tipiche dei bresciani. Si progetta l'acciaieria di Taranto, si ristruttura Bagnoli e Cornigliano ed anche Piombino subisce un grande miglioramento impiantistico.
La riorganizzazione globale portata dall'Italsider avviene sotto la sguardo attento di alcuni consulenti statunitensi, in particolare della USS (United States Steel), che, agli inizi degli anni '60, è all'avanguardia nel mondo.
È in questi anni che finisce il tempo dei “tuttologi”. La dimensione e il numero dei problemi emergenti da uno stabilimento a ciclo integrale giustifica ampiamente la spesa per disporre di specialisti e di capi adatti per guidare e sintetizzare l'attività dei gruppi di lavoro. Purtroppo questo valido modo di lavorare viene poi snaturato dall'inserimento nei quadri dirigenziali di persone non competenti (spesso amici poco qualificati) e di politici anziché manager. In questo modo il deterioramento del sistema avviene in modo pesante, e quello che di buono era stato fatto viene distrutto progressivamente (da "La siderurgia a Piombino" di Pier Luigi Panciatici, pagg. 49-50).
In ogni caso lo stabilimento di Piombino riesce a diventare un'unità produttiva del più grande complesso siderurgico nazionale qual è l'Italsider. Viene inserito progressivamente nuovo personale laureato e specializzato nell'ammodernamento tecnologico degli impianti. La produzione supera ormai il milione di tonnellate l'anno.
Nel 1960 nasce il terzo stabilimento della città: dopo la Magona e l'Acciaieria è la volta della Dalmine. Così l'omologo stabilimento di Follonica chiude i battenti e nel '69 tutti i dipendenti di quest'ultimo sono assorbiti dalla nuova fabbrica piombinese.

### 1965-1990

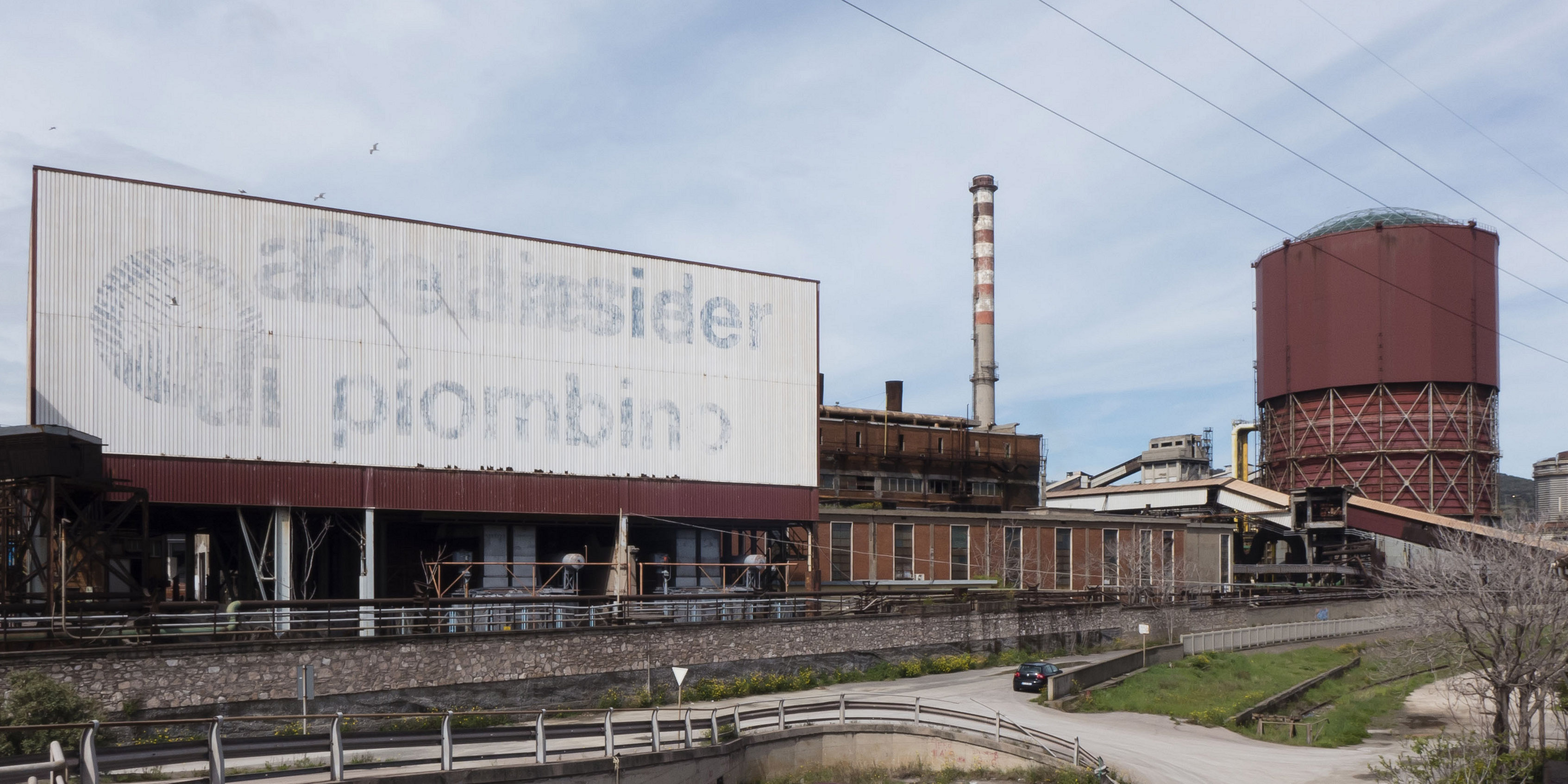
Loghi aziendali "Acciaierie di Piombino" e "Deltasider Piombino" sovrapposti e parzialmente cancellati su di un capannone in prossimità del Porto e della dismessa stazione di Portovecchio di Piombino

Dal 1965 al 1988 le sorti dello stabilimento passano sotto le fortune di svariate società: dall'Acciaierie di Piombino SpA (con Fiat e Finsider quali maggiori azionisti), alla Deltasider SpA per poi scindersi in Nuova Deltasider ed infine Ilva SpA. Durante questi passaggi amministrativi il nucleo tecnico dell'industria subisce importanti rinnovamenti. Nel 1978 ad esempio i tre altoforni vengono sostituiti con un unico impianto e viene ultimata la nuova struttura per la produzione della vergella. Dieci anni dopo tocca agli impianti di colata continua che vengono ampliati e funzionalizzati; in aggiunta lo stabilimento si specializza anche nella realizzazione di acciai speciali.
Nel febbraio del 1981 lo stabilimento arriva a contare 7823 dipendenti, punta massima nella sua storia. I dipendenti non chiamano lo stabilimento per nome, ma semplicemente “fabbrica” o "stabilimento", perché, pur non essendo l'unica, rimane pur sempre il maggiore simbolo dell'industrializzazione della città.
Nel 1984 fa la sua prima apparizione la cassa integrazione, e nel '90, in concomitanza con durissime lotte sindacali, vengono proclamati 13 giorni di sciopero. Nella seconda metà degli anni ottanta il numero dei lavoratori scende fino a 4000, anche se apparentemente senza troppi traumi grazie agli ammortizzatori sociali mesi in atto dal Governo italiano, come ad esempio i prepensionamenti.

### Piano Utopia
Nel 1991 Piombino è inserito in un progetto, presentato dall'Ilva, nel quale si tenta un riassetto totale della siderurgia pubblica.
Il programma, che per gli stabilimenti di Bagnoli e Cornigliano prevede la chiusura, per quanto concerne Piombino contempla la liberazione e la bonifica del territorio occupato dal vecchio stabilimento, nonché la ricostruzione semitotale dell'area produttiva mediante impianti innovativi e ambientalmente all'avanguardia.
La difficoltà di reperire i finanziamenti necessari allo sviluppo del progetto, uniti ad una situazione economico-politica italiana poco brillante, portano all'annullamento del piano proposto.

### Lucchini SpA
Nel 1992 lo stabilimento viene scorporato dall'Ilva e conferito alla nuova SpA “Acciaierie e Ferriere di Piombino” della quale fanno parte la sopracitata Ilva e la società privata bresciana “Gruppo Lucchini” presieduta dal cav. Luigi Lucchini. Tre anni dopo l'industria passa completamente sotto la gestione privata del gruppo Lucchini diventando “Lucchini Siderurgica”, che nel 1998 viene definitivamente chiamata “Lucchini SpA”.

### Holding finanziaria
Nel 2003 il gruppo Lucchini attraversa una crisi finanziaria e viene ristrutturato da Enrico Bondi, che trasforma Lucchini SpA in una holding finanziaria a capo delle Business Unit operative; l'unità produttiva di Piombino diventa una di queste BU, societarizzandosi con la denominazione di “Lucchini Piombino SpA”. Le altre BU erano la francese "Ascometal" e la divisione "Lucchini Sidermeccanica" di Lovere (materiale rotabile ferroviario), poi divenuta Lucchini RS.
Nel periodo precedente furono investiti oltre 800 milioni di euro per ammodernare lo stabilimento e con la nuova gestione viene varato il piano industriale 2004-2008, per cogliere strategicamente le nuove opportunità del mercato e per proseguire il processo di ambientalizzazione e riqualificazione del rapporto tra stabilimento e territorio.

### Ai russi di Severstal'
Nel 2005 a seguito della ristrutturazione finanziaria e degli investimenti impiantistici, la maggioranza (60%) del gruppo Lucchini passa, attraverso un aumento di capitale, al gruppo russo Severstal' che ha come presidente Aleksej Mordašov. Severstal' è uno dei maggiori siderurgici al mondo nonché uno dei primi gruppi industriali russi ad aver fatto acquisizioni all'estero.
La famiglia Lucchini, invece, si concentra invece sul business ferroviario acquistando da Severstal' nel 2007 il 100% della BU Lucchini RS con sede a Lovere (Bergamo) e filiali industriali in altri Paesi europei.
A sancire la totale separazione tra Severstal' e famiglia Lucchini, nel 2010 Severstal' ha acquisito tutte le quote del gruppo Lucchini ancora in mano alla famiglia (alla data deteneva ancora una quota del 20%). Dunque, nonostante la quasi omonimia tra Lucchini SpA e Lucchini RS SpA, la proprietà viene totalmente distinta.
Sempre nel 2010, immediatamente dopo l'acquisto del 20% dalla famiglia Lucchini, Severstal' ha condotto un processo di vendita dell'intero pacchetto azionario di Lucchini SpA, conclusosi senza acquirenti. Visto l'insuccesso, per deconsolidare il debito Lucchini SpA dai bilanci Severstal', il 51% di Lucchini SpA è stato ceduto a una società cipriota facente capo a Mordašov, con un pacchetto unico, ad un euro ,con clausola di reversibilità nel caso in cui le banche avessero accettato le richieste di compensazione di parte dei debiti societari con l'acquisizione da parte delle banche di una quota azionaria Ascometal, invece che un rimborso in denaro contante, come era inizialmente previsto, mentre il restante 49% è restato di proprietà di Severstal sino al raggiungimento di un accordo con le banche.
Dopo un 2011 di ulteriore crisi industriale e finanziaria, il gruppo Lucchini ha venduto la BU Ascometal al fondo di Private Equity "Apollo" per la cifra di 325 milioni di Euro.
L'incasso è servito a preparare un piano di ristrutturazione, omologato a febbraio 2012 dal Tribunale di Milano, col quale si prevede di avere altri 6 mesi di liquidità per trovare al più presto un compratore.
Il 21 dicembre 2012 la società ha richiesto di essere ammessa all'amministrazione straordinaria al Ministero dello Sviluppo Economico che ha provveduto a nominare Piero Nardi quale Commissario di Lucchini S.p.A. in a.s..
Il 7 gennaio 2013 il Tribunale di Livorno ha dichiarato lo stato di insolvenza di Lucchini S.p.A., accogliendo la richiesta di accesso alle procedure previste dalla legge Marzano.

### Lo spegnimento e la riqualificazione
Il 24 aprile 2014, alle ore 10:56, l'altoforno, prodotta l'ultima colata, è stato spento. Questo in conseguenza dell'accordo di programma per la riqualificazione del polo siderurgico siglato dall'azienda con la regione Toscana e il governo Renzi.

#### Agli algerini di Cevital
Il 25 novembre 2014 il gruppo algerino Cevital si è aggiudicato il bando per gli asset dell'acciaieria Lucchini. In una nota l'azienda spiega che "con l'istanza - che è stata consegnata agli uffici competenti del Ministero dello Sviluppo Economico, ai quali spetta il compito di avviare l'istruttoria amministrativa preordinata all'autorizzazione a stipulare l'atto di vendita - il Commissario richiede, allo stesso ministero, di essere autorizzato alla stipula con il Gruppo Cevital che fa capo all'algerino Issad Rebrab del contratto preliminare di cessione dei seguenti rami d'azienda: Lucchini Piombino, Lucchini Servizi e Vertek Piombino, e alla cessione delle azioni di GSI Lucchini pari al 69,27% del capitale sociale".
Il 3 giugno 2015 presso il Comune di Piombino con la presenza del Ministero dello Sviluppo Economico e con tutte le istituzioni locali, Cevital e i sindacati firmano l'accordo sindacale che dà il via libera alla vendita.
Il 1º luglio 2015 Cevital acquista lo stabilimento di Piombino. Viene costituita AFERPI Spa (Acciaierie e Ferriere Piombino).
Il 1º gennaio 2016 nasce, per lo sviluppo logistico, Piombino Logistics S.p.A, sedime di Aferpi, occupante l'area dei reparti IMA (Impianti Marittimi), AFO4 (Altoforno4), PRE (Parchi), COK (Cokeria).

### Agli indiani di Jindal
Nel maggio 2018 è firmato l'accordo per la cessione di Aferpi dal gruppo algerino Cevital al gruppo indiano Jsw (Jindal South West) di Saijan Jindal. Previsto un finanziamento statale di 15 milioni di euro ed uno regionale di 30. I dipendenti, in cassa integrazione, sono 1600. Prevista la ripresa della produzione dei laminati e, in prospettiva, il rilancio nell'area della produzione di acciaio.

## Territorio
Quando sorge lo stabilimento, la città di Piombino è quasi tutta contenuta entro le mura rinascimentali e solo allo sviluppo industriale corrisponde un parallelo incremento del numero degli abitanti e dell'espansione cittadina.
I primi complessi siderurgici sono nati vicino al mare perché questa attività necessita di grandi spazi per le lavorazioni, le movimentazioni e gli stoccaggi del materiale che giungono dal vecchio molo. Inoltre la lontananza dalla città consentiva di sopportare meglio le esalazioni e gli scarichi provenienti dai processi di raffinazione, quando ancora non era previsto il recupero dei gas e le leggi sull'ecologia non erano ancora state pensate.
Col tempo la necessità di costruire le abitazioni per i dipendenti, unita alla comodità di averle vicino al luogo di lavoro, colma quella zona cuscinetto connessa tra la zona industriale e la città. A questa evenienza contribuisce sicuramente la forma del promontorio sul quale Piombino poggia: infatti è evidente che non potrebbe espandersi in molte altre direzioni.
Alla fine degli anni '60 l'esigenza di trovare nuovi spazi per lo stabilimento portano all'ampliamento delle zone industriali in tre direzioni: verso la città, verso il mare e verso i terreni di bonifica oltre la foce del Cornia. Purtroppo come spesso succede anche questi buoni propositi sfociano in un nulla di fatto. L'impegno dei progettisti si volge solo per cercare spazi quasi esclusivamente verso la città, realizzando aree in pianura laddove vi era la collina (sbancamento), facendo passare la ferrovia dove vi erano case e strade e modificando la strada di accesso alla città. Tutto questo non porta beneficio a nessuno e non risolve i problemi per cui si rivela una scelta totalmente sbagliata.

## Patrimonio documentario
La lunga attività dello stabilimento siderurgico ha prodotto una notevole quantità di documentazione archivistica e fotografica di grande interesse non solo locale.
Il fondo fotografico delle Acciaierie è stato depositato presso l'archivio storico del Comune di Piombino nel 2011. Raccoglie le foto scattate nell'arco del Novecento da vari fotografi per lo stabilimento siderurgico. Comprende:
- c.a. 30 000 copie positive;
- alcune migliaia di negativi, diapositive in pellicola e lastre di vari formati;
- audiovisivi (20 videocassette e 18 videocassette BCA).
Le foto positive sono state digitalizzate e sono consultabili in una collezione digitale pubblicata su Internet Culturale 
L'archivio documentale, già notificato dalla Sovrintendenza archivistica e bibliografica per la Toscana dal 1979, è stato depositato presso l'archivio storico del Comune di Piombino. Nel maggio 2019, a causa delle cattive condizioni dell'edificio in cui era conservato all'interno dello stabilimento, è avvenuto il trasferimento in alcuni locali di proprietà della SOL concessi al Comune di Piombino in comodato gratuito (contratto Rep. 6413). In seguito alle operazioni di scarto, avvenute in occasione del trasferimento e coordinate dalla Sovrintendenza archivistica, la documentazione ha una consistenza di circa 1.300 ml. Il progetto triennale 2019-2021 della Regione Toscana, “Valorizzazione e tutela del patrimonio archivistico e bibliografico nazionale”, ha avviato lo studio del fondo finalizzato alla redazione di una guida. Al momento l’archivio non è consultabile.
L’archivio disegni delle Acciaierie, un corpus iconografico di ben oltre 270.000 disegni tecnici dagli anni Venti del Novecento fino ai nostri giorni, è interamente conservato nello stabile denominato “Palazzina Direzione” all’interno dello stabilimento siderurgico, oggi di proprietà della JSW Steel Italy.

## Prodotti
L'industria piombinese realizza un'ampia gamma dimensionale e qualitativa di semiprodotti, destinati alla laminazione di esemplari lunghi in qualità e speciali, allo stampaggio diretto, alla produzione di pezzi forgiati e alla laminazione di prodotti piani.
Grazie agli stabilimenti a ciclo integrale, l'acciaieria di Piombino riesce ad ottenere un'ampia gamma di ghise per la produzione dell'acciaio e di quelle speciali destinate alle fonderie (ematiti, perlitizzanti, madri per sferoidale).
- Bramme: semilavorati a sezione rettangolare piatta, destinate principalmente alla fabbricazione di lamiere e prodotti piani per la carpenteria navale, per la carrozzeria e il telaio degli autoveicoli o per particolari meccanici sottoposti a carbocementazione.
- Blumi e billette: semilavorati a sezioni quadrate/rettangolari che vengono usati per lo stampaggio a caldo, la rilaminazione o per la produzione di flange rulli e cingoli.
  - Vergella: rotoli di acciaio tondo con un diametro che varia dai 5,5 ai 17 mm. Questi rotoli sono poi utilizzati dall'industria meccanica, manifatturiera ed autoveicolistica, che nello specifico ne ricava chiodi, reti elettrosaldate, catene, molle per il settore automobilistico (sospensioni), filo saldante ed altri svariati particolari meccanici non soggetti ad elevate sollecitazioni.
  - Tondi: hanno un diametro che oscilla dai 38 ai 200 mm e sono destinati alla produzione di semiassi, alberi di trasmissione, ingranaggi, perni o mozzi di ruota.
  - Rotaie e materiale per la produzione di scambi ferroviari e tranviari.[15]

## Aree produttive

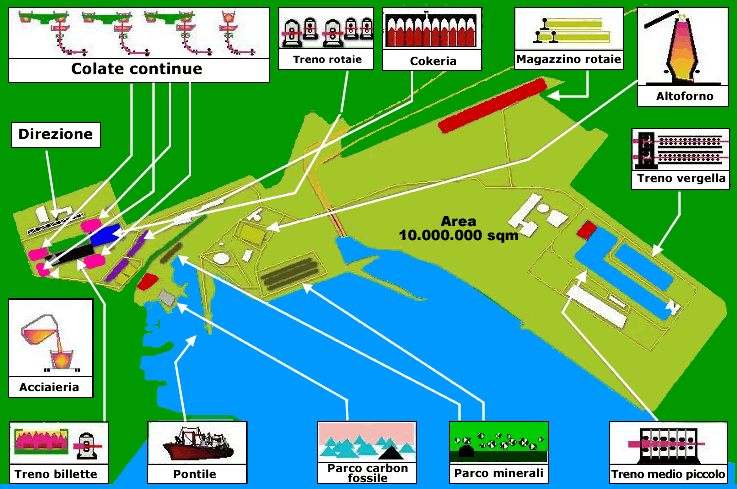
La mappa dello stabilimento

L'intera attività industriale dello stabilimento si estende su una superficie di circa 12 milioni di metri quadrati.
Parte di questi territori è di proprietà mentre altri sono in concessione demaniale.
Gli impianti presenti sono:
- Area portuale, con un pontile per navi fino ad 80.000 tonnellate
- Impianti di preparazione minerali di ferro
- Due batterie di forni per il coke
- Un altoforno
- Un'acciaieria con tre convertitori LD/LBE
- Quattro impianti di metallurgia in siviera (Ladle Furnace)
- Due impianti di degasaggio sotto vuoto (Vacuum Degassing)
- Quattro colate continue, di cui una dedicata alla produzione di bramme
- Un treno sbozzatore in grado di laminare blumi, billette e tondoni profili a disegno
- Tre laminatoi per barre e billette, rotaie, aghi, piastre per armamento ferroviario e vergella (dotato di impianto Stelmor)
- Un impianto per taglio a misura e/o saldatura rotaie da 144 metri
- Un reparto per il controllo e condizionamento dei semiprodotti
- Linee di ispezione interna e di superficie di prodotti finiti

## Fasi del processo produttivo

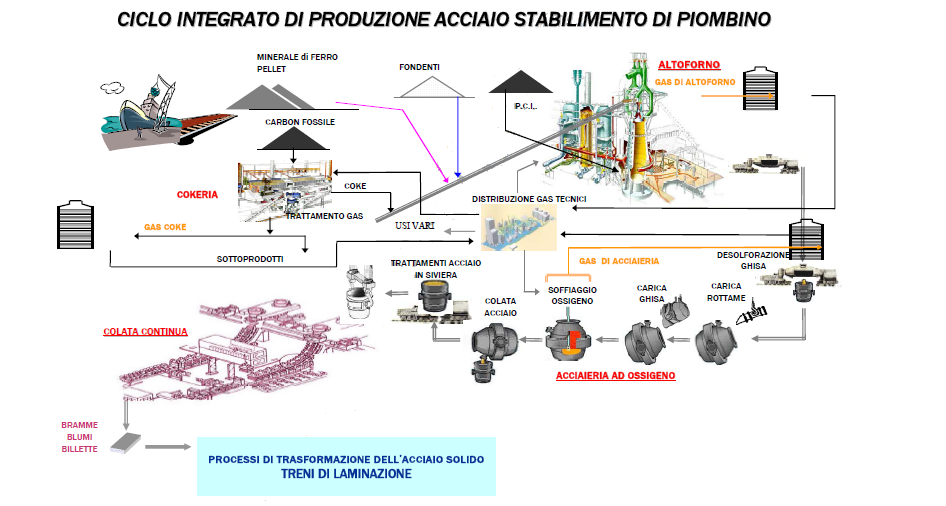
Schema del ciclo produttivo dello stabilimento di Piombino

### Produzione di coke e fabbricazione della ghisa
Le materie prime (minerali e carbon fossile) arrivano allo stabilimento via terra su autoarticolati e via mare, tramite il pontile preposto. Con l'ausilio di nastri trasportatori esse vengono analizzate e depositate nelle aree predisposte. Mentre i minerali vengono preparati per essere caricati direttamente nell'altoforno, il carbon fossile subisce un processo di distillazione in cokeria. Esso infatti ha bisogno di essere trasformato in coke metallurgico. Una volta ultimato anche questo passaggio le due materie possono essere portate all'altoforno per produrre ghisa liquida.

### Trasformazione in acciaio e fabbricazione di semiprodotti
La ghisa liquida viene trasferita in acciaieria: qui, dopo aver subito un processo di desolforazione, entra nei convertitori ad ossigeno (LD) dove si trasforma in acciaio liquido.
L'acciaio così prodotto viene trattato in impianti chiamati “forni siviera” (LF), nei quali viene tenuto in temperatura e sottoposto ad aggiunta di ferroleghe.
Dopo un trattamento che permette l'eliminazione dei gas presenti (degasaggio), l'acciaio è destinato agli impianti di colata continua, dove diventa solido nelle forme di bramme, blumi e billette.

### Laminazione a caldo per la fabbricazione di prodotti finiti
Mentre le bramme costituiscono un semilavorato già pronto per la spedizione, i blumi e le billette d'acciaio vanno ad alimentare i laminatoi denominati “treni”.
- I blumi transitano in un unico forno riscaldato che porta a due treni differenti:
  1. Il treno rotaie: il blumo diventa rotaia, nonché l'unico vero prodotto finito dello stabilimento. La lunghezza di tali rotaie è di 108 metri ed una volta prodotte vengono raddrizzate e controllate sia superficialmente che internamente.
  2. Il treno barre sezioni grandi: trasforma i blumi in barre a sezione quadra o tonda con dimensione superiore a circa 100 mm.
- Le billette transitano, invece, in due forni di riscaldo differenti e successivamente sono destinate a due treni:
  1. Il treno barre sezioni medio piccole: trasforma le billette in barre a sezione quadra o tonda con dimensione inferiore a 100 mm.
  2. Il treno vergella: trasforma le billette in fili d'acciaio (rotoli di vergella).

Una volta effettuata la laminazione ed effettuati tutti i controlli interni e superficiali, le rotaie ed i semilavorati di varie dimensioni passano nei vari magazzini e sono pronti per la spedizione al cliente, che avviene via mare, strada o ferrovia.